# Charles Joseph Minard
Charles Joseph Minard (Dijon, 1781. március 27. – Bordeaux, 1870. október 24.) a 19. században tevékenykedő francia építőmérnök, aki jelentős mértékben hozzájárult az információs grafika fejlesztéséhez.
Minard 1796-tól az École polytechnique-en, majd az École Nationale des Ponts et Chaussées-n tanult. Építőmérnökként gát-, csato Mrna- és hídprojekteken dolgozott Európa-szerte, mielőtt 1830-ban az École Nationale des Ponts et Chaussées vezetőjévé nevezték ki. Ezt a tisztséget 1836-ig töltötte be. Ezután a Corps des Ponts et Chaussées felügyelői szerepét vállalta, és 1851-ben nyugalomba vonul.

## Infografika

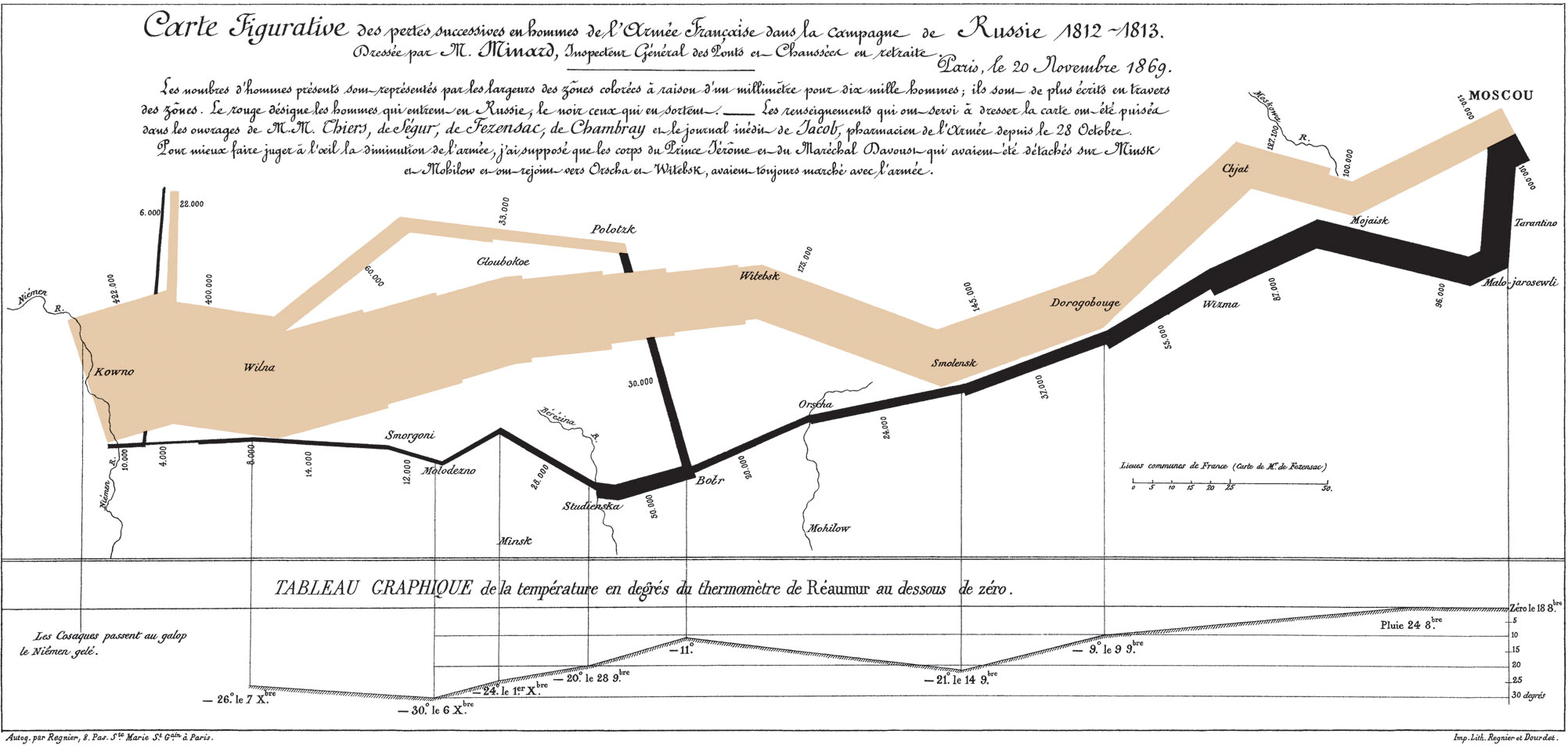
Minard grafikája Napóleon orosz hadjáratáról

Minard a grafikus információkommunikáció úttörője volt a mérnöki tudományok és a statisztika területén.
Legismertebb műve a Carte figurative des pertes successives en hommes de l’Armée Française dans la campagne de Russie 1812–1813, egy 1869-ben megjelent grafika, egy Sankey-diagram, amely az 1812/1813-as pusztító orosz hadjáratról szól. Az egyedi grafika – Edward Tufte „vermutlich beste Infografik aller Zeiten“ – nagyszámú változót közvetít egyetlen kétdimenziós ábrázolásban:

## Fordítás
- Ez a szócikk részben vagy egészben  a   Charles Joseph Minard című német Wikipédia-szócikk ezen változatának fordításán alapul.  Az eredeti cikk szerkesztőit annak laptörténete sorolja fel. Ez a jelzés csupán a megfogalmazás eredetét és a szerzői jogokat jelzi, nem szolgál a cikkben szereplő információk forrásmegjelöléseként.